# 频率响应

低通濾波器頻率響應曲線每8度6dB，或每10度20dB

频率响应（英語：Frequency response，简称频响）是当向电子仪器系统输入一个振幅不变，频率变化的信号时，测量系统相對输出端的响应。通常与电子放大器、扩音器等联系在一起，频响的主要特性可用系统响应的幅度（用分贝）和相位（用弧度）来表示。

## 測量方法
频率响应可用以下方法测量：
- 對系统输入一个脈衝响应測量它的響應．
- 以固定振幅的單音信號在要量測(感興趣)的頻寬上掠過，記錄其相對應的輸出位準及相位。
- 提供一個寬頻譜的信號，然後由輸入及輸出信號來計算其脈衝響應。

## 響應圖示
傳統的頻率響應結果有二種圖示的方法：以大小及相位來表示的波德圖。及以頻率響應的的虛部及實部來表示的奈奎斯特圖。
一旦測量到頻率響應，假若系統是線性時不變的，它的特性就可以被數位濾波器以任意的精度近似。同樣，如果一個系統的頻響很差，可以用數位或類比濾波器對信號預先補償以彌補其不足。

## 響應曲線
频率响应曲线通常用来描绘放大器和扬声器再造声频的精度，比如说，一个高保真放大器可被说成有频率响应２０Hz－２0ＫＨz±1 dB，这意味着系统可放大该范围内的所有频率。＂好的频响不能保证保真度/失真率，只是说明设备的一部分达到了基本频响要求＂。

## 外部連結
- 密歇根大学: Frequency Response Analysis and Design Tutorial （页面存档备份，存于）
- Smith, Julius O. III: Introduction to Digital Filters with Audio Applications （页面存档备份，存于） has a nice chapter on Frequency Response （页面存档备份，存于）